# Hossein Dehlavi
Hossein Dehlavi (født 30. september 1927 i Teheran, Iran - død 15. oktober 2019) var en iransk komponist, dirigent, rektor og lærer.
Dehlavi studerede komposition på Musikkonservatoriet i Teheran hos bla. Hossein Nassehi, og studerede også persisk musik hos Abolhasan Saba. Han har skrevet orkesterværker, kammermusik, korværker, persisk musik, en ballet, to operaer, klaverstykker, sange etc. Dehlavi var lærer i komposition og direktion på Musikkonservatoriet i Teheran fra (1957-1961), og var rektor samme sted fra (1950). Han underviste bl.a. Alexander Rahbari. I 1992 grundlagde han det persiske orkester Plectrum Orchestra i Teheran, et orkester bestående af 70 persiske instrumenter. Han hører til de vigtige Iranske komponister og lærere i musik gennem tiden.

## Udvalgte værker
- Saabolkbal (Blæsende) (1953) - for orkester
- Shushtari (1958) - for violin og orkester
- Koncertino (1958) - for santur og orkester
- Forugh-e Eshgh (Lyn af kærlighed) (1963) - for orkester
- Sarbaz (Soldat) (1966) for kor og orkester
- Khosrow og Shirin (1970) - opera
- Mana og Mani (for børn) (1979) - opera
- Bijan og Manijeh (1975) - ballet